# Ayuntamiento de Camargo
El Ayuntamiento de Camargo es el órgano encargado del gobierno y administración del municipio de Camargo, situado en Cantabria, España. Está presidido por el alcalde. En 2023 ocupa dicho cargo Diego Movellán, del PP.

## Alcaldes
| Periodo   | Nombre                  | Partido                                   |
| --------- | ----------------------- | ----------------------------------------- |
| 1979-1983 | José María Bárcena      | Unión de Centro Democrático (UCD)         |
| 1983-1987 | Ángel Duque Herrera     | Partido Socialista Obrero Español (PSOE)  |
| 1987-1991 | Ángel Duque Herrera     | Partido Socialista Obrero Español (PSOE)  |
| 1991-1995 | Ángel Duque Herrera     | Partido Socialista Obrero Español (PSOE)  |
| 1995-1999 | Ángel Duque Herrera     | Partido Socialista Obrero Español (PSOE)  |
| 1999-2003 | Eduardo Lopéz Lejard    | Partido Socialista Obrero Español (PSOE)  |
| 2003-2007 | María Jesús Calva       | Partido Socialista Obrero Español (PSOE)  |
| 2007-2011 | Ángel Duque Herrera     | Alternativa Camarguesa Progresista (ACaP) |
| 2011-2015 | Diego Movellán Lombilla | Partido Popular (PP)                      |
| 2015-2019 | Esther Bolado Somavilla | Partido Socialista Obrero Español (PSOE)  |
| 2019-2023 | Esther Bolado Somavilla | Partido Socialista Obrero Español (PSOE)  |
| 2023-act. | Diego Movellán Lombilla | Partido Popular (PP)                      |

## Pleno
El pleno de la corporación está formado por 21 concejales. Después de las elecciones municipales del 28 de mayo de 2023, forman parte del mismo 3 grupos municipales organizados de la siguiente manera:
|                 |             |                 |                               |                               |            |
| Grupo municipal | Componentes | Componentes     | Portavoz                      | Líder                         | Concejales |
| Popular         |             | PP de Cantabria | Amancio Bárcena Marquínez     | Diego Movellán Lombilla       | 11         |
| Socialista      |             | PSC-PSOE        | José Salmón Calva             | Esther Bolado Somavilla       | 8          |
| Mixto           |             | VOX             | Javier Barrón Serrano         | Javier Barrón Serrano         | 1          |
| Mixto           |             | PRC             | Eugenio Gómez Álvarez (Kukis) | Eugenio Gómez Álvarez (Kukis) | 1          |

## Junta de Gobierno local
| Partido | Cargo                    | Nombre          |
| ------- | ------------------------ | --------------- |
| PP      | Alcalde                  | Diego Movellán  |
| PP      | 1.er teniente de alcalde | Amancio Bárcena |
| PP      | 2.º teniente de alcalde  | Carmen Solana   |
| PP      | 3.er teniente de alcalde | Joaquín Arroyo  |
| PP      | 4.º teniente de alcalde  | Nieves Portilla |
| PP      | Marián Rovira            |                 |
| PP      | Laura Ara                |                 |
| PP      | Silvia del Castillo      |                 |

## Concejalías y concejales delegados
| Partido | Concejalía | Concejal Delegado   |
| ------- | --- | ------------------- |
| PP      | Economía, Hacienda, Contratación, Seguridad y Protección Ciudadana                                                                   | Amancio Bárcena     |
| PP      | Urbanismo, Revitalización, Rehabilitación Urbana, Desarrollo Sostenible, Recursos Humanos, Organización y Relaciones Institucionales | Carmen Solana       |
| PP      | Dinamización Cultural y Festejos. Promoción Turística, Comercio y Hostelería                                                         | Laura Ara           |
| PP      | Acción Social, Familia, Autonomía Personal, Inclusión Social, Sanidad y Consumo                                                      | Silvia del Castillo |
| PP      | Servicios Generales | Mave Castanedo      |
| PP      | Medio Ambiente, Mercados y Patrimonio. Juventud, Transparencia y Participación Ciudadana                                             | Cristian Armada     |
| PP      | Deportes, Ocio y Tiempo Libre y Cooperación al Desarrollo                                                                            | María Higuera       |
| PP      | Promoción económica, Empleo, Desarrollo Local y Empresarial, Gestión y Tramitación de Fondos Europeos y Educación                    | Marian Rovira       |

## Juntas vecinales
Después de las elecciones municipales del 28 de mayo de 2023, los candidatos ganadores según su partido político quedaron agrupados de la siguiente forma: 7 del Partido Popular y 1 del Partido Socialista Obrero Español.
|           |                  |                   |                                |
| Localidad | Partido Político | Partido Político  | Alcalde pedáneo                |
| Cacicedo  |                  | PP de Cantabria   | Teófilo Marrón Souto           |
| Camargo   |                  | PP de Cantabria   | Ramón Mazo Barros              |
| Escobedo  |                  | PP de Cantabria   | Cristian Armada Barcina        |
| Herrera   |                  | PP de Cantabria   | Mª de la Vega Castanedo Graña  |
| Igollo    |                  | PP de Cantabria   | Mª Nieves Portilla Echezarreta |
| Maliaño   |                  | PSOE de Cantabria | Braulio Salcines Solana        |
| Muriedas  |                  | PP de Cantabria   | Laura Ara Olavarría            |
| Revilla   |                  | PP de Cantabria   | Raquel Cuerno Herrera          |

## Resultados electorales
| Partido político                          | 2023                     | 2023                     | 2023                     | 2019  | 2019  | 2019       | 2015  | 2015  | 2015       | 2011  | 2011  | 2011       | 2007  | 2007  | 2007       |
| Partido político                          | Votos                    | %                        | Concejales               | Votos | %     | Concejales | Votos | %     | Concejales | Votos | %     | Concejales | Votos | %     | Concejales |
| Partido Popular (PP)                      | 7019                     | 43,20                    | 11                       | 4398  | 26,90 | 6          | 6638  | 41,10 | 10         | 7668  | 44,30 | 11         | 5310  | 30,00 | 7          |
| Partido Socialista Obrero Español (PSOE)  | 5669                     | 34,90                    | 8                        | 5098  | 31,20 | 8          | 3847  | 23,60 | 5          | 4900  | 28,30 | 7          | 4494  | 25,40 | 6          |
| Partido Regionalista de Cantabria (PRC)   | 1191                     | 7,30                     | 1                        | 2570  | 15,70 | 4          | 2473  | 15,20 | 3          | 1761  | 10,10 | 2          | 1395  | 6,80  | 1          |
| Vox                                       | 1273                     | 7,80                     | 1                        | 782   | 4,80  | 0          | —     | —     | —          | —     | —     | —          | —     | —     | —          |
| Izquierda Unida (IU)-Podemos              | 609                      | 3,70                     | 0                        | 811   | 4,90  | 0          | 1282  | 7,90  | 2          | 856   | 4,90  | 1          | 363   | 2,10  | 0          |
| Ciudadanos (CS)                           | 510                      | 3,10                     | 0                        | 1895  | 11,60 | 3          | —     | —     | —          | —     | —     | —          | —     | —     | —          |
| Podemos                                   | Con Izquierda Unida (IU) | Con Izquierda Unida (IU) | Con Izquierda Unida (IU) | 460   | 2,80  | 0          | 999   | 6,10  | 1          | —     | —     | —          | —     | —     | —          |
| Alternativa Camarguesa Progresista (ACaP) | —                        | —                        | —                        | —     | —     | —          | —     | —     | —          | —     | —     | —          | 5704  | 32,20 | 7          |

## Evolución de la deuda viva municipal
El concepto de deuda viva contempla sólo las deudas con cajas y bancos relativas a créditos financieros, valores de renta fija y préstamos o créditos transferidos a terceros, excluyéndose, por tanto, la deuda comercial.
| Gráfica de evolución de la deuda viva del Ayuntamiento entre 2008 y 2023                          |
|                                                                                                   |
| Deuda viva del Ayuntamiento de Camargo, en miles de euros, según datos del Ministerio de Hacienda |